# Ligtijd
Met ligtijd of ligdagen bedoelt men de tijd die een reisbevrachtigscontract of tijdsbevrachtingscontract in de maritieme scheepvaart toestaat voor het laden of lossen van een vracht.
Op basis van een reisbevrachtings- of tijdsbevrachtingscontract is de scheepseigenaar verantwoordelijk voor de werking van het schip. Bovendien zijn de kapitein en bemanning werknemers van de scheepseigenaar/reder, niet de bevrachter. Zodra het schip echter in een haven is "aangekomen", neemt de bevrachter de verantwoordelijkheid voor het laden en lossen van vracht op zich, en hij heeft een periode van tijd om dit uit te voeren. (Het daadwerkelijk laden kan worden uitgevoerd door een stuwadoor/dokwerker van derden.)
Het moment waarop de ligtijd begint, wordt bepaald door een “Notice of Readiness” (of "NOR"), die de kapitein of agent van het schip aan de haven moet geven wanneer het schip in de laad- of loshaven is aangekomen. Het charterpartijencontract bepaalt de precieze betekenis van "aankomst". Meestal is "aankomst" het moment waarop het schip bij de haven is aangekomen en in alle opzichten gereed is om te laden of lossen; maar het kan zijn, bijvoorbeeld, wanneer het schip boei # 2 heeft gepasseerd in het naderingskanaal, of wanneer het schip door sluisdeuren is gepasseerd.
Als de bevrachter niet voldoet aan de NOR, kan de vervoerder het contract opzeggen en een schadevergoeding eisen. Als de vertraging van de bevrachter betekent dat de ligtijd wordt overschreden, wordt een vooraf bepaalde boete (d.w.z. geliquideerde schadevergoeding) genaamd "overliggeld" opgelegd. Als de volledige periode van ligtijd niet nodig is, kan een restitutie, "afdoening" genaamd, door de reder aan de bevrachter worden betaald. Afdoening wordt normaal betaald tegen 50% van het overliggeld, maar dit is afhankelijk van de voorwaarden van de charterparty. Het schip kan dus de haven vroeg verlaten. Afdoening is normaal niet van toepassing op tankerscharters.